# 江川有未
江川 有未（えがわ ゆみ、1981年11月27日 - ）は、北海道出身の元アイドル、元タレント、元女優。本名同じ。愛称は「ゆみち」。身長163cm、体重47kg、B88・W60・H88。
1996年から2006年まで芸能事務所フォスターに所属していた。その後一時引退したが、アメリカザリガニの平井善之の妻としてメディア出演を行っていた。2016年からTOPGEARに所属して芸能界に復帰するも離婚後は再び引退状態にある。

## 経歴
中学生（15歳）のときに地元の北海道でスカウトされて上京し高校1年生でデビュー。以来ドラマ、バラエティ、雑誌、写真集、CMなどで活躍していた。北海道札幌丘珠高等学校から日出女子学園高等学校に転入し卒業。
元読売ジャイアンツ投手で現在スポーツキャスター、プロ野球評論家の江川卓の祖父と彼女の曽祖父は兄弟で、卓の遠縁（7親等）にあたる。しかしタレント活動を始めるまでは本人曰く、お互いに会った事がなかったとのこと。
2001年、バラエティ番組「人気者でいこう!」発のアイドルグループ・BONITAの一員となる。翌年2002年に同グループは解散。
2004年には特撮テレビドラマ『仮面ライダー剣』でヒロイン・広瀬栞を演じる。同年11月3日発売のアルバム『仮面ライダー剣 SONG COLLECTION』（avex mode／AVCA-22120）では、本人歌唱によるキャラクターソング「キミのとなりで」が収録されている。
2006年7月6日に所属事務所のHP上で、一身上の都合による芸能界引退を表明し、7月末をもって芸能界を引退。
2007年1月13日、アメリカザリガニの平井善之と結婚。お互いを『モンスターハンター』のハンドルネームで呼び合っていた。当初は別段仲の良い方では無かったが、ある時、平井が『北斗の拳』の登場人物サウザーについて語ったところ意気投合する（ABCラジオ『アメザリのスレッドキングABC』）。
引退後は平井有未名義で「ファミ通WAVE」DVDにアメザリ平井の嫁こと「嫁ザリ」の愛称でも出演している。2011年5月号(最終刊)では「魔界むらっ」コーナーに出演し、最初にして最後の1面クリアを成し遂げ、滝を獲得した。
2016年2月16日、平井有未名義でTOPGEARに所属して芸能界に復帰するが、同年末離婚を申し出てその1か月後に離婚。平井によると、別居以降は芸能関係の仕事はしていないとしている。

## 出演

### テレビドラマ
- ギャルボーイ!（1997年、テレビ朝日系）
- ナオミ（1999年、フジテレビ） - 辻茜 役
- 月下の棋士（2000年、テレビ朝日系） - 石丸将棋クラブ・リカ 役
- 催眠（2000年、TBS）
- 恋する日曜日「見つめていたい 〜トワイライトアヴェニュー〜」（2003年、BS-i）
- みにくいアヒルの子 －涙の再会SP－（2003年、フジテレビ）
- Stand Up!!（2003年、TBS系）
- 仮面ライダー剣（2004年、テレビ朝日系） - 広瀬栞 役
- 告白（2006年、日本テレビ系） - 横田めぐみ 役

### バラエティ
- スキヤキ!!ロンドンブーツ大作戦（出演時期不明、テレビ東京）
- ヨシモトワイド－吉本堂書店－（出演時期不明、スカイパーフェクTV! 708ch）
- 桂芸能社（出演時期不明、TBS）
- もぎたてwish!（出演時期不明、BS日テレ）
- 人気者でいこう!（2001年、テレビ朝日系） - 番組企画ユニット「BONITA」のメンバーとして出演
- 弾丸!ヒーローズ（2001年 - 2002年、テレビ朝日系）
- Melodix（出演時期不明、テレビ東京）
- ジャクソン（2001年、テレビ東京）
- やりすぎコージー（2008年、テレビ東京） - 夫婦で出演
- サキよみ ジャンBANG!（2009年8月28日、テレビ東京） - 「『嫁パイ』の有未さん」として出演
- よゐこ部（2010年4月13日・20日、毎日放送） - 夫婦で出演
- くだまき八兵衛X（2011年6月23日、テレビ東京） - 夫婦で出演

### その他のテレビ番組
- ミックスパイください（1998年、CBC）
- レタスクラブのLet's Do It!（2002年、LaLa TV）
- ハングル講座（2004年、NHK教育）
- 特集 冬のソナタときめきのセリフたち（2004年、NHK）
- この未公開映画がスゴイ!（出演時期不明、カミングスーンTV）
- 世界ウルルン滞在記（2002年、毎日放送系）
- どうぶつ奇想天外!（出演時期不明、TBS系）
- 新ウンナンの気分は上々。（2000年、TBS系）

### 映画
- MABUI（1999年、Film Carage）
- 仮面ライダー剣 MISSING ACE（2004年、東映） - 広瀬栞 役
- ナイチンゲーロ（2006年、アドギア）

### オリジナルビデオ
- 『仮面ライダー剣 超バトルビデオ ブレイドVSブレイド』（2004年） - 広瀬栞 役

### ラジオ
- 中島沙耶香のデリシャスワールド（放送時期不明、FM群馬）

### CM
- 合同酒精 ハイボーイ まるごとしぼり（放映時期不明）
- 日本ガイシ NGK（2000年）
- トヨタ自動車 ギュットギュットターセル（放映時期不明）
- 日本マクドナルド（放映時期不明）
- 韓国農水産物流公社 Whimori（フィモリ）（2004年）

### ゲーム
- 仮面ライダー剣（2004年、PS2） - 広瀬栞 役

## 作品
- Aug/First Spare the rod and spoil the girl－かわいい子には旅させろ－（2000年、ポニーキャニオン）※2005年に再発
- 江川有未 *20歳の卵焼き*（2002年、アットマーク）
- Final Beauty 江川有未（2002年、竹書房）
- まるごとゆみち（2003年、ラインコミュニケーションズ）※DVDのみ

## 音楽
※ BONITAを参照

## 書籍

### 写真集
- Yumichi(Wani coming up collections)（2000年8月、ワニブックス、撮影：河野英喜）ISBN 978-4847025761
- 20歳の×××（2002年2月、ワニブックス、撮影：木村晴）ISBN 978-4847026980
- Border（2002年12月、近代映画社、撮影：上野勇）ISBN 978-4764819801
- 江川有未(ミリオンムック)（2003年4月、大洋図書、撮影：橋本雅司）ISBN 978-4813007395
- Yu love mi（2005年4月26日、ワニブックス、撮影：橋本雅司）ISBN 978-4847028526

### 関連書籍
- 東映特撮ヒロイン写真集PINK(ハイパームック)（2004年9月30日、徳間書店） - 『仮面ライダー剣』での役柄・広瀬栞として
- Kindai（掲載時期不明、近代映画社）「江川有未のえーがわゆみち!!」連載